# Bujoreni (okręg Teleorman)
Bujoreni – wieś w Rumunii, w okręgu Teleorman, w gminie Bujoreni. W 2011 roku liczyła 638 mieszkańców.